# Kenneth MacMillan (Kameramann)
Kenneth MacMillan (* 16. Juni 1939 in London) ist ein britischer Kameramann.

## Leben
MacMillan absolvierte Ende der 1950er-Jahre seine Ausbildung an der ehemaligen London School of Printing and Graphic Arts. Im Anschluss arbeitete er zunächst im Bereich der Werbung. Ab 1961 arbeitete er bei der BBC, die er Mitte der 1980er-Jahre wieder verließ, um als eigenständiger Kameramann tätig zu sein. Von 1969 bis einschließlich 2002 war er an mehr als 30 Film- und Fernsehproduktionen als Kameramann beteiligt. 2006 ging er in den Ruhestand.
Bei den British Academy Film Awards 1990 erhielt er für seine Arbeit an Henry V. eine Nominierung. 1983 hat er einen BAFTA TV Award erhalten, 1986 und 1987 folgten zwei weitere Nominierungen für den British Academy Film Award.
1995 wurde MacMillan mit dem CableACE Award ausgezeichnet.

## Filmografie (Auswahl)
- 1987: Das Mädchen mit den Wunderhölzer (The Little Match Girl)
- 1987: Making Waves (Kurzfilm)
- 1988: Ein schicksalhafter Sommer (A Summer Story)
- 1989: Henry V.
- 1991: King Ralph
- 1992: Von Mäusen und Menschen (Of Mice and Men)
- 1995: Circle of Friends – Im Kreis der Freunde (Circle of Friends)
- 1997: Die Abbotts – Wenn Haß die Liebe tötet (Inventing the Abbotts)
- 1998: Fast Helden (Almost Heroes)